# Bohumil Dobrovolský
Bohumil Dobrovolský (1935 – asi 5. června 2024) byl český fotograf, dokumentarista, známý svými ikonickými fotografiemi z invaze sovětských vojsk do Československa v srpnu 1968.

## Životopis
Dobrovolský se narodil v roce 1935 a svou fotografickou kariéru zahájil v 60. letech 20. století. Jeho fotografie okupace Československa v roce 1968 se staly jedněmi z nejznámějších dokumentárních snímků této historické události. Dobrovolský zachytil na svých fotografiích dramatické okamžiky, kdy sovětští vojáci vstoupili do ulic Prahy a setkali se s pokojným odporem československých občanů. Tyto fotografie se staly ikonami odporu proti sovětské invazi a Dobrovolského práce je považována za významný příspěvek k dokumentaci této důležité kapitoly československých dějin.
Bohumil Dobrovolský zemřel v červnu v roce 2024 ve věku 89 let.